# Tom Gladdis
Tom Gladdis, född 24 februari 1991 på Isle of Wight, är en brittisk racerförare.

## Racingkarriär
| År                                               | Klass/Mästerskap             | Team                         | Bil                       | Totalt/poäng | Bästa placering              |
| ------------------------------------------------ | ---------------------------- | ---------------------------- | ------------------------- | ------------ | ---------------------------- |
| 2007                                             | Formula BMW UK               | Nexa Racing                  | Mygale FB02 (BMW K1200RS) | 14:a/262p    | ?                            |
| 2007                                             | Formula BMW Asia             | Ao's Racing Team             | Mygale FB02 (BMW K1200RS) | -/0p         | ?                            |
| 2007                                             | Formula BMW ADAC             | Team Zinner                  | Mygale FB02 (BMW K1200RS) | 32:a/8p      | ?                            |
| 2007                                             | Formula BMW World Final      | Master Motorsport            | Mygale FB02 (BMW K1200RS) | 23:a         | 23:a                         |
| 2008                                             | Star Mazda Championship      | Andersen Racing              | Star Pro (Mazda)          | 6:a/334p     | 1:a i Portland (Race 1)      |
| 2009                                             | FIA Formula Two Championship | Marrache & Co (huvudsponsor) | Williams JPH1 F2 (Audi)   | 20:e/4p      | 6:a på Spa (Race 1)          |
| 2010                                             | FIA Formula Two Championship |                              | Williams JPH1B F2 (Audi)  | 15:e/28p     | 2:a på Brands Hatch (Race 2) |
| 2011                                             | FIA Formula Two Championship | Silver Lining (huvudsponsor) | Williams JPH1B F2 (Audi)  | 24:a/1p      |                              |
| Senast uppdaterad: 2012-08-02 (4526 dagar sedan) |                              |                              |                           |              |                              |